# Häxprocessen i Bury St Edmunds
Häxprocessen i Bury St Edmunds syftar på flera olika häxprocesser som ägde rum i Bury St Edmunds i Suffolk i England mellan 1599 och 1694. De mest berömda av dem ägde rum 1645 och 1662. Den förstnämnda, som utfördes under inflytande av den berömda häxjägaren Matthew Hopkins under det engelska inbördeskriget och ledde till 18 personers död, var troligen den största häxprocessen i England; och den sistnämnda var ett precedensfall som influerade senare häxprocesser i både England och de tretton kolonierna i Nordamerika. 